# Kadua cordata
Kadua cordata är en måreväxtart som beskrevs av Adelbert von Chamisso och Diederich Franz Leonhard von Schlechtendal. Kadua cordata ingår i släktet Kadua och familjen måreväxter.
Artens utbredningsområde är Hawaii.

## Underarter
Arten delas in i följande underarter:
- K. c. cordata
- K. c. remyi
- K. c. waimeae